# Battaglia di Vella Lavella
La battaglia di Vella Lavella venne combattuta tra il 15 agosto e il 6 ottobre 1943 sull'isola di Vella Lavella nell'arcipelago delle Isole Salomone, durante i più ampi eventi del teatro del Pacifico della seconda guerra mondiale.
Al fine di aggirare la grande guarnigione giapponese stanziata sull'isola di Kolombangara, un contingente di truppe statunitense sbarcò sulla costa meridionale di Vella Lavella il 15 agosto, iniziando a respingere il nemico verso nord nel corso di duri scontri nella giungla; in settembre truppe neozelandesi della 3rd New Zealand Division sostituirono i reparti statunitensi a Vella Lavella, continuando l'avanzata e forzando infine i resti della guarnigione nipponica ad asserragliarsi in un ristretto lembo di costa nel nord dell'isola. Il 6 ottobre le forze giapponesi furono evacuate con successo via mare nonostante l'intervento di forze navali statunitensi, lasciando Vella Lavella in mano agli Alleati.